# Вступ до алгоритмів
Вступ до алгоритмів (англ. Introduction to Algorithms) — книжка, яку написали Томас Кормен, Чарльз Лейзерсон, Рональд Рівест і Кліфорд Стайн. Її використовують як підручник для курсів з теорії алгоритмів у багатьох університетах і часто цитують в документах у цій галузі; наразі на CiteSeerX задокументовано більш ніж десять тисяч цитувань. Продажі книжки впродовж перших 20 років сягнули півмільйона примірників. Її слава привела до появи позначення «CLRS» (Cormen, Leiserson, Rivest, Stein).

## Видання
Серед авторів першого видання не було Кліфорда Стайна, тому книжка стала відомою за ініціалами CLR. Два розділи з неї («Арифметичні схеми» і «Алгоритми для паралельних комп'ютерів») було виключено у другому виданні, яке вийшло 2001 року. Після залучення до роботи над другим виданням четвертого автора на книгу почали посилатися як на «CLRS». Перше видання було також відоме як «Велика біла книга (алгоритмів)» (англ. «The Big White Book (of Algorithms)». Основним кольором обкладинки другого видання став зелений, тому нік книги скоротився до «Велика книга (алгоритмів)» (англ. «The Big Book (of Algorithms)». Третє видання вийшло друком у серпні 2009 року. Робота над наступним виданням розпочалася 2014 року, а четверте видання опубліковане в квітні 2022.

## Український переклад
У вересні 2019 року вийшов український переклад третього видання книги:
Томас Г. Кормен, Чарлз Е. Лейзерсон, Роналд Л. Рівест, Кліфорд Стайн Вступ до алгоритмів. — К. : К. І. С., 2019. — 1288 с. ISBN 978-617-684-239-2

Науковий редактор: Бандура Андрій.
Мовний редактор: Телемко Олександр.
Перекладачі: Редчук Олександр, Яловецький Ігор, Яценко Кирило, Бєлова Ольга, Власенко Дмитро, Пікож Олександр, Данильченко Ярослав, Тухтаров Анатолій, Довгань Богдан, Моргун Дмитро, Єрмоленко Петро, Деревенський Роман.
Технічна підтримка: Яловецький Ігор, Редчук Олександр, Пікож Олександр.
Меценати: Яловецький Ігор, Буник Тарас.

## Обкладинка
На обкладинці зображено мобіль (Big Red, 1959) Александра Колдера, оригінал якого зберігається в Музеї американського мистецтва Вітні в Нью-Йорку.

## Зміст
Зміст третього видання, подано за перекладом українською мовою 2019 року:
I. Основи
1. Роль алгоритмів в обчисленні
2. Загальні засади
3. Зростання функцій
4. «Розділяй і володарюй»
5. Імовірнісний аналіз й увипадковлені алгоритми
II. Сортування і порядкові статистики
6. Сортування купою
7. Швидке сортування
8. Сортування за лінійний час
9. Медіани та порядкові статистики
III. Структури даних
10. Елементарні структури даних
11. Геш-таблиці
12. Двійкові дерева пошуку
13. Червоно-чорні дерева
14. Доповнення структур даних
IV. Вдосконалені методи проєктування і аналізу
15. Динамічне програмування
16. Жадібні алгоритми
17. Амортизаційний аналіз
V. Розвинені структури даних
18. Б-дерева
19. Фібоначчієві купи
20. Дерева ван Емде Боаса
21. Структури даних для систем неперетинних множин
VI. Алгоритми на графах
22. Елементарні алгоритми на графах
23. Мінімальні кістякові дерева
24. Найкоротші шляхи з єдиного джерела
25. Найкоротші шляхи між усіма парами
26. Максимальний потік
VII. Вибрані теми
27. Багатопотокові алгоритми
28. Дії над матрицями
29. Лінійне програмування
30. Многочлени і ШПФ
31. Теоретико-числові алгоритми
32. Пошук рядка
33. Обчислювальна геометрія
34. NP-повнота
35. Алгоритми апроксимації
VIII. Додатки: математичні відомості
А. Суми
Б. Множини і суміжні питання
В. Комбінаторика та теорія ймовірностей
Г. Матриці